# みやま市立高田小学校
みやま市立高田小学校（みやましりつ たかたしょうがっこう）は、福岡県みやま市高田町下楠田に位置する公立の小学校。

## 概要
歴史
2023年（令和5年）に下記のみやま市内の小学校4校が統合の上、旧二川小学校の校地を継承して開校。
- みやま市立二川小学校
- みやま市立開小学校
- みやま市立岩田小学校
- みやま市立江浦小学校

学校教育目標
「ふるさとを愛し、未来を拓く、心豊かでたくましい子どもの育成」
校章
校名にちなみ、桜の花弁を組み合わせたものを背景にして、中央に「高田」の文字（縦書き）を配している。
校歌
作詞・作曲ともに松尾恵理佳による。歌詞は3番まであり、各番に校名の「高田小学校」が登場する。
通学区域
「田尻、原、岩津、原団地、今福、渡瀬、濃施南、濃施北、濃施新町、下楠田、上楠田、徳島第一、 徳島第二、江浦町、江浦東、江浦西、永治、昭和開、黒崎開南、黒崎開北、南新開、北新開」地区。中学校区はみやま市立高田中学校。

## 沿革
旧・二川小学校（ふたかわ）

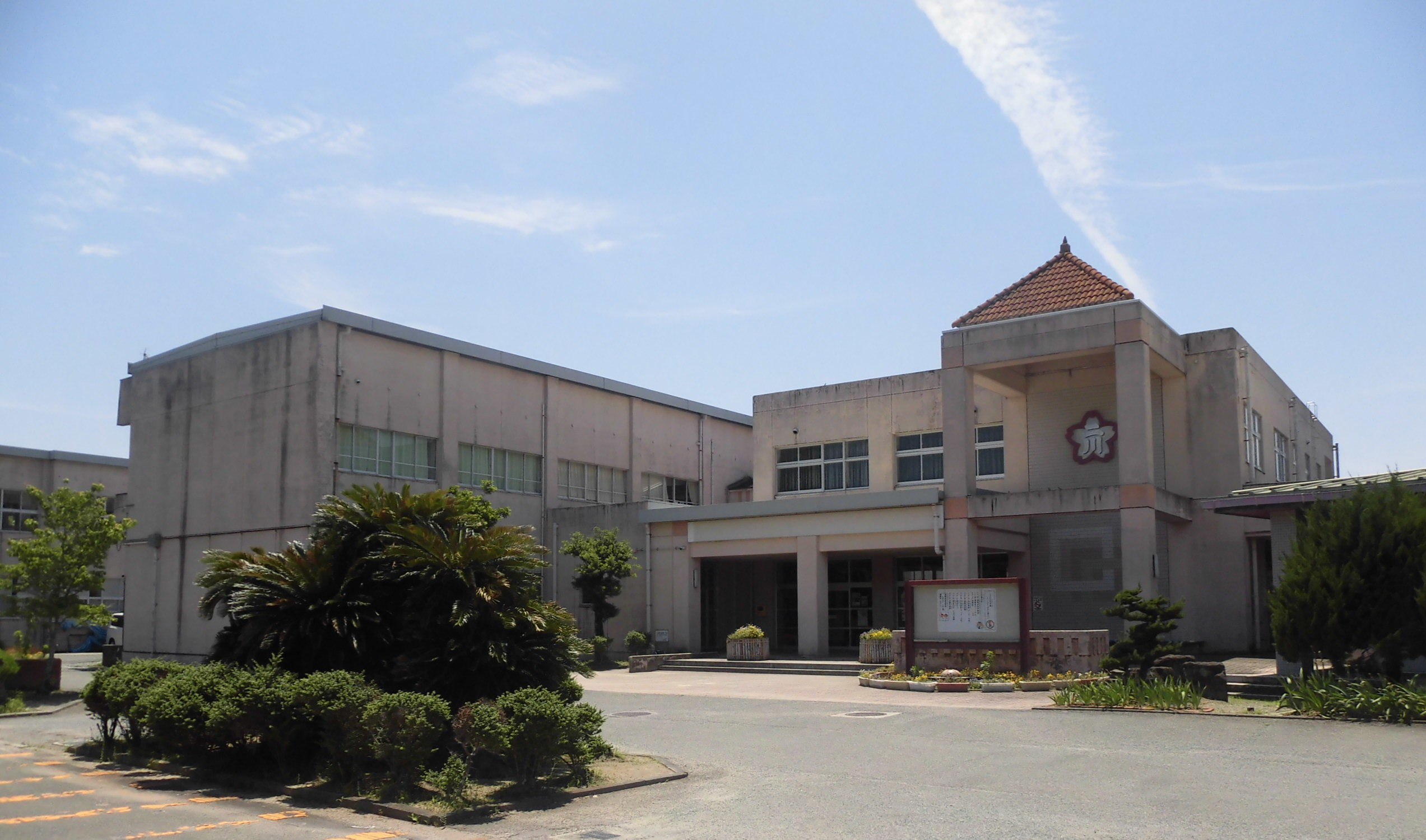
旧・二川小学校

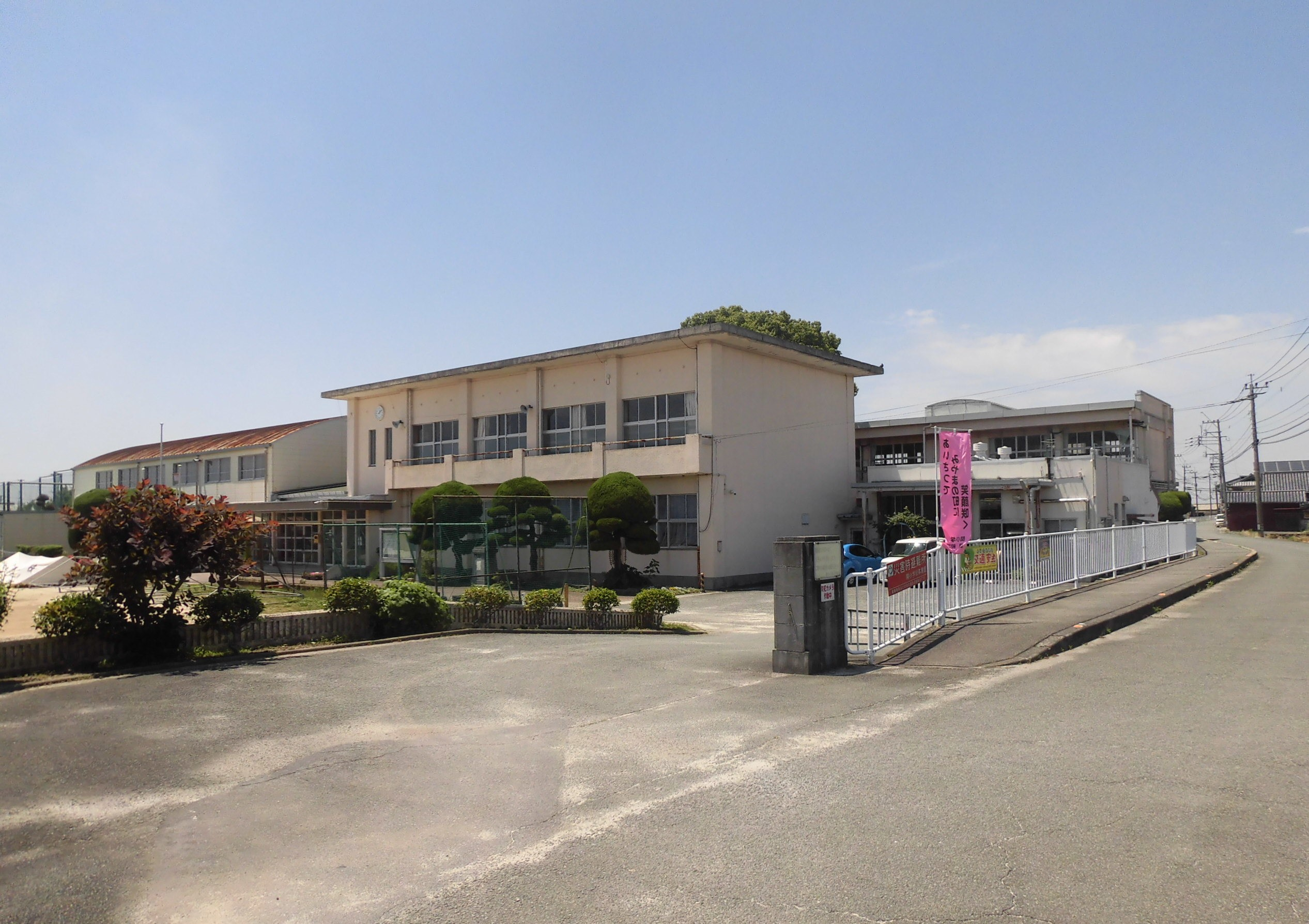
旧・開小学校

- 1873年（明治6年）- 渡瀬南町に「渡瀬小学校」が創立。
- 1875年（明治8年）- 渡瀬町の福正寺に移転。
- 1876年（明治9年）- 下楠田村に移転。
- 1878年（明治11年）- 下楠田於以に校舎を新築し、「老嶺小学校」に改称。
- 1886年（明治19年）- 小学校令施行により、「簡易老嶺小学校」に改称。
- 1889年（明治22年）4月1日 - 町村制の施行により、三池郡3村（濃施、上楠田、下楠田）が合併の上、「二川村」が発足。
- 1892年（明治25年）- 「二川尋常小学校」（4年制）に改称。
- 1881年（明治34年）- 現在地に移転。
- 1908年（明治41年）4月 - 改正小学校令により、尋常科（義務教育）が4年制から6年制に改められる。尋常科5年を新設。中央校舎を増築。
- 1909年（明治42年）4月 - 尋常科6年を新設。
- 1912年（明治45年）
  - 4月 - 高等科を併置の上、「二川尋常高等小学校」（尋常科6年・高等科2年）に改称。
  - 5月 - 北校舎1棟を増築。
- 1928年（昭和3年）- 奉安殿が完成。
- 1930年（昭和5年）- 医務室（保健室）を増築。
- 1931年（昭和6年）10月1日 - 三池郡3村（岩田・二川・江浦）が統合の上、高田村が発足。これにより高田村立の小学校となる。
- 1941年（昭和16年）4月1日 - 国民学校令施行により、「高田村 二川国民学校」に改称。尋常科を初等科に改める。
- 1947年（昭和22年）4月1日 - 学制改革（六・三制の実施）が行われる。
  - 国民学校初等科は、新制小学校「高田村立二川小学校」に改組・改称。
  - 国民学校高等科は、青年学校とともに、新制中学校「高田村立高田中学校」に統合される。
- 1956年（昭和31年）- 学校給食を開始。
- 1965年（昭和40年）- プールが完成。
- 1974年（昭和49年）- 鉄骨体育館が完成。
- 1975年（昭和50年）- 鉄骨2階建て南校舎が完成。創立100周年記念式典を挙行。
- 1976年（昭和51年）- 鉄骨北校舎と相撲場が完成。
- 1977年（昭和52年）- 大運動場が完成。
- 1978年（昭和53年）- 北校舎を増築。
- 1987年（昭和62年）- 屋外学習場が完成。
- 1989年（平成元年）- 校舎の増改築が完了。
- 2007年（平成19年）1月29日 - みやま市の発足により、「みやま市立二川小学校」（最終名）に改称。
- 2009年（平成21年）- 青空教室を校区公民館とする。
- 2014年（平成26年）- 放課後児童クラブ教室が校舎内から校舎南側に移転・独立。
- 2023年（令和5年）3月31日 - 閉校。148年の歴史に幕を閉じる。校地は高田小学校に継承される。
  - 校章 - 桜の花弁を背景にして、「二川」の文字（縦書き）を配している。
  - 校歌 - 作詞は菅原杜子雄、作曲は浜田久夫による。歌詞は4番まであり、各番の歌詞中に「二川」が登場する。

旧・開小学校（ひらき）
- 1873年（明治6年）- 黒崎開村に「黒崎小学校」が、北新開村に「新関小学校」が開校。

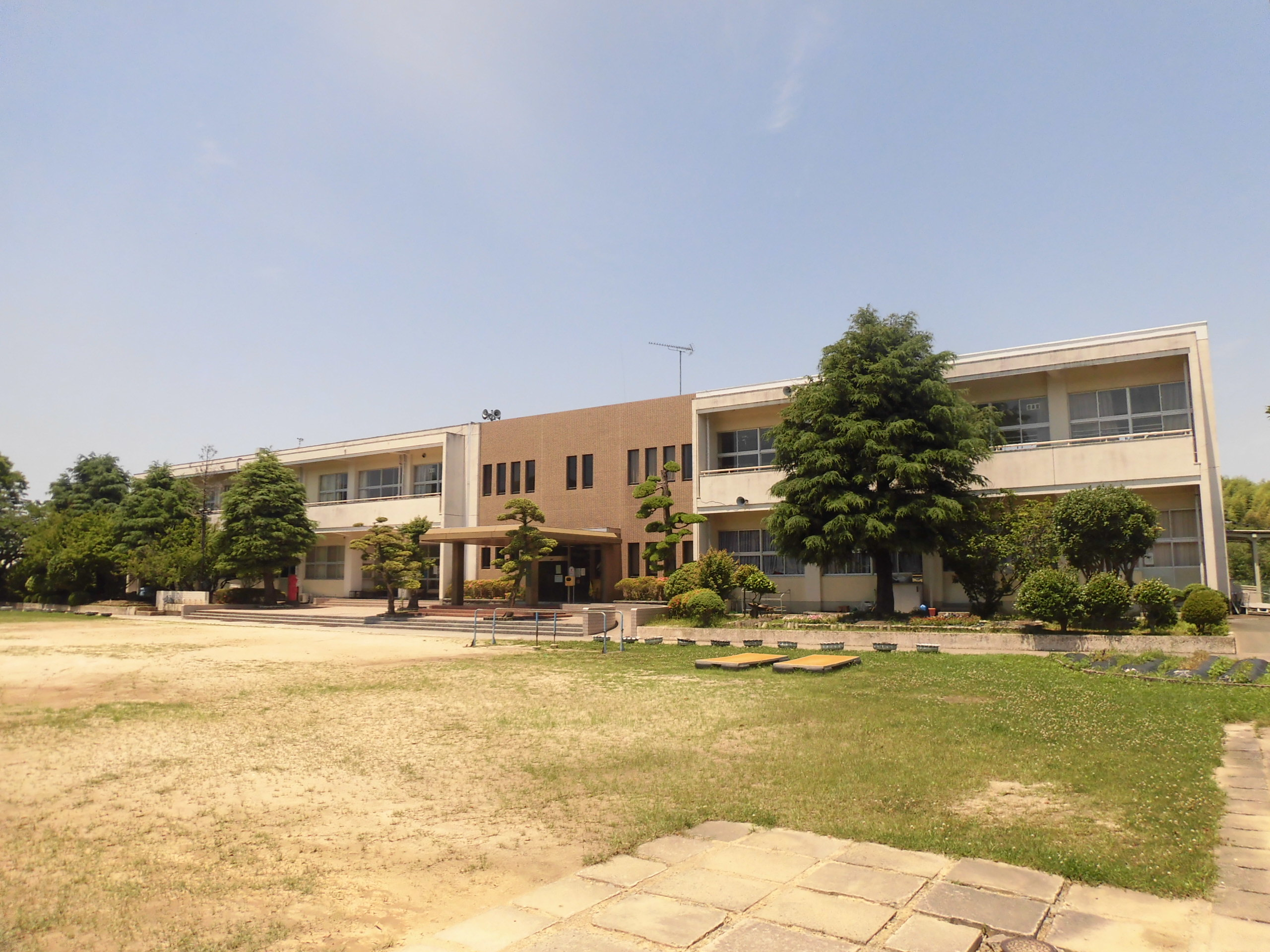
旧・岩田小学校

- 1874年（明治7年）- 新開小学校が北新開縦小路（天如寺付近）に移転。
- 1875年（明治8年）- 黒崎小学校が龍宮島福聚庵に移転。
- 1887年（明治20年）- 上記2校（新開・黒崎）が統合の上、「尋常開小学校」に改称。黒崎開582番地に校舎を新築。
- 1889年（明治22年）4月1日 - 町村制の施行により、三池郡4村（北新開、南新開、黒崎開、永治）が合併の上、開村が発足。
- 1892年（明治25年）- 「開尋常小学校」に改称。
- 1900年（明治33年）- 1教室を増築。
- 1908年（明治41年）4月 - 改正小学校令により、尋常科（義務教育）が4年制から6年制に改められる。尋常科5年を新設。
- 1909年（明治42年）4月 - 尋常科6年を新設。
- 1910年（明治43年）- 教室不足のため、複式学級を編成。その後、校舎の大改装を行う。
- 1912年（明治45年）4月 - 高等科を併置の上、「開尋常高等小学校」（尋常科6年・高等科2年）に改称。
- 1916年（大正5年）- 農業補習学校を併置。
- 1918年（大正7年）- 女子実業補習学校を併置。
- 1925年（大正14年）- 講堂が完成。
- 1927年（昭和2年）- 運動場を拡張。
- 1933年（昭和8年）- 北校舎を新築。
- 1940年（昭和15年）- 奉安殿および南正門が完成。
- 1941年（昭和16年）4月1日 - 国民学校令施行により、「開村国民学校」に改称。尋常科を初等科に改める。
- 1942年（昭和17年）4月1日 - 開村が高田村に編入されたため、「高田村 開国民学校」に改称。
- 1947年（昭和22年）4月1日 - 学制改革が行われる（六・三制の実施）。
  - 国民学校初等科が、新制小学校「高田村立開小学校」に改組・改称。
  - 国民学校高等科は、青年学校とともに、新制中学校「高田村立高田中学校」に統合される。
- 1954年（昭和29年）- 木造2階建て本館1棟が完成。
- 1958年（昭和33年）8月1日 - 町制施行により、「高田町立開小学校」に改称。
- 1966年（昭和41年）- プールが完成。
- 1967年（昭和42年）- 木造2階建て6教室が完成。
- 1969年（昭和44年）- 鉄筋コンクリート造2階建て6教室が完成。
- 1975年（昭和50年）- 体育館が完成。創立100周年記念式典を挙行。
- 1977年（昭和52年）- 管理棟を増築。
- 1989年（平成元年）- 鉄筋コンクリート造3階建て新校舎が完成。
- 1993年（平成5年）- パソコン室が完成。
- 2007年（平成19年）1月29日 - みやま市の発足により、「みやま市立開小学校」（最終名）に改称。
- 2012年（平成24年）- プールを改修。
- 2023年（令和5年）3月31日 - 閉校。148年の歴史に幕を下ろす。
  - 最終所在地 - 〒835-0203 福岡県みやま市高田町黒崎開582番地（北緯33度05分34.0秒 東経130度26分35.5秒 / 北緯33.092778度 東経130.443194度）
  - 校章 - 中央に校名の「開」の文字を配している。
  - 校歌 - 作詞は高野孝子、作曲は安永武一郎による。歌詞は2番まであり、両番の歌詞中に校名の「開小学校」が登場する。
  - 周辺 - 北五十丁構造改善センター（公民館）・南五十丁天満宮・みやま市コミュニティバス「南新開」バス停・福岡県道・佐賀県道18号大牟田川副線・福岡県道780号黒崎開濃施線

旧・岩田小学校（いわた）
- 1874年（明治7年）- 田尻に「田尻小学校」が創立。
- 1878年（明治11年）- 原村107番地に「原小学校」が創立。
- 1886年（明治19年）- 小学校令施行により、「簡易原小学校」（3年制）に改称。
- 1889年（明治22年）4月1日 - 町村制施行により、三池郡4村（田尻、原、岩津、今福）、山門郡1村（竹飯村の一部）が合併の上、岩田村が発足。
- 1892年（明治25年）4月 - 「岩田尋常小学校」（4年制）に改称。
- 1895年（明治28年）4月 - 今福に岩田高等小学校が創立。
- 1896年（明治29年）- 岩田尋常小学校が原1041番地に移転を完了。
- 1908年（明治41年）- 改正小学校令により、尋常科（義務教育）が4年制から6年制に改められる。尋常科5年を新設。2教室を増築。
- 1909年（明治42年）- 尋常科6年を新設。
- 1912年（明治45年）- 岩田高等小学校が解散。高等科を併置の上、「岩田尋常高等小学校」（尋常科6年・高等科2年）に改称。
- 1916年（大正5年）- 農業補習学校を併置。
- 1931年（昭和6年）10月1日 - 三池郡3村（岩田・二川・江浦）が統合の上、高田村が発足。これにより高田村立の小学校となる。
- 1941年（昭和16年）4月1日 - 国民学校令の施行により、「高田村 岩田国民学校」に改称。尋常科を初等科に改める。
- 1947年（昭和22年）4月1日 - 学制改革が行われる（六・三制の実施）。この年、PTA]が発足。
  - 国民学校初等科が、新制小学校「高田村立岩田小学校」に改組・改称。
  - 国民学校高等科は、新制中学校「高田村立高田中学校」に統合される。
- 1948年（昭和23年）- 校歌を制定。
- 1953年（昭和28年）- 本館を改修。北校舎を増築。給食室が完成。
- 1956年（昭和31年）- 北校舎を増築。
- 1958年（昭和33年）8月1日 - 町制施行により、「高田町立岩田小学校」に改称。
- 1962年（昭和37年）- 体育館（講堂）が完成。
- 1964年（昭和39年）- プールが完成。
- 1965年（昭和40年）4月 - 特殊学級を設置。
- 1973年（昭和48年）- 体育館を改修。創立100周年記念式典を挙行。
- 1979年（昭和54年）- 全校舎を改修。鉄筋コンクリート2階建て新校舎2棟が完成。
- 2004年（平成16年）- 運動場ナイター施設が完成。
- 2007年（平成19年）1月29日 - みやま市の発足により、「みやま市立岩田小学校」（最終名）に改称。
- 2012年（平成24年）- 特別支援学級「ふれあい教室」を開設。
- 2023年（令和5年）3月31日 - 閉校。138年の歴史に幕を閉じる。
  - 最終所在地 - 福岡県みやま市高田町原1041番地（北緯33度06分40.3秒 東経130度28分27.1秒 / 北緯33.111194度 東経130.474194度）
  - 校章 - 桜の花弁を背景にして、中央に校名の「岩田」の文字（縦書き）を配している。
  - 校歌 - 作曲は松尾敏夫、作曲は松藤藤四郎による。歌詞は2番まであり、両番の歌詞中に校名の「岩田校」が登場する。
  - 周辺 - 岩津郵便局・学校法人宮本学園認定こども園岩田幼稚園・JAみなみ筑後高田選果場・JAみなみ筑後高田グリーンセンター・福岡県道94号高田山川線・みやま市コミュニティバス「岩田小学校」停留所

旧・江浦小学校（えのうら）

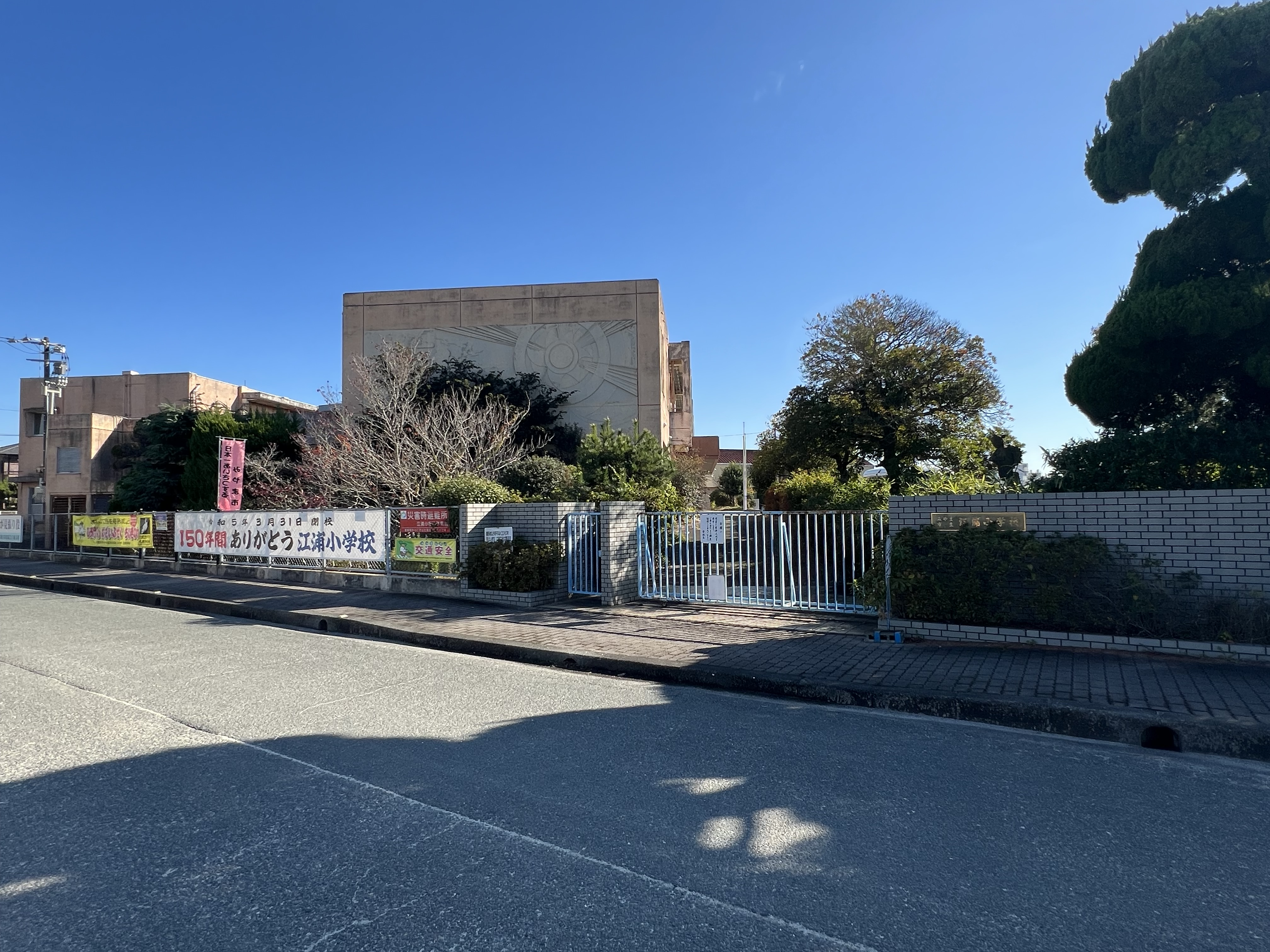
旧・江浦小学校

- 1872年（明治5年）- 荻原治三郎の私塾を「江浦小学校」とする。
- 1873年（明治6年）- 江浦町に「閘明小学校」が創立。
- 1875年（明治8年）- 江浦町高城に移転の上、「江浦小学校」に改称。
- 1880年（明治13年）- 江浦町堤防脇に移転。
- 1889年（明治22年）4月1日 - 町村制の施行により、三池郡2村（江浦町、江浦）と山門郡1村（徳島）が合併の上、三池郡江浦村が発足。これにより、旧・徳島村の児童が転入。
- 1892年（明治25年）4月 - 「江浦尋常小学校」に改称。
- 1901年（明治34年）- 江浦611番地に校舎を新築の上、移転を完了。
- 1908年（明治41年）4月1日 - 改正小学校令により、尋常科（義務教育）が4年制から6年制に改められる。尋常科5年を新設。
- 1909年（明治42年）4月1日 - 尋常科6年を新設。
- 1912年（明治45年）4月1日 - 高等科を併置の上、「江浦尋常高等小学校」に改称。
- 1922年（大正11年）- 校舎を増築。
- 1931年（昭和6年）10月1日 - 三池郡3村（岩田・二川・江浦）が統合の上、高田村が発足。これにより高田村立の小学校となる。
- 1941年（昭和16年）4月1日 - 国民学校令の施行により、「江浦国民学校」に改称。尋常科を初等科に改める。
- 1944年（昭和19年）- 西側用水路のプールを改装。北校舎2階を増設。
- 1947年（昭和22年）4月1日 - 学制改革が行われる（六・三制の実施）。奉安殿跡に庭園を造成。
  - 国民学校初等科は、新制小学校「高田村立江浦小学校」に改組・改称。
  - 国民学校高等科は、青年学校とともに、新制中学校「高田村立高田中学校」に改組・統合される。
- 1951年（昭和26年）- 運動場を拡張。
- 1954年（昭和29年）- 図書室が完成。
- 1957年（昭和32年）- 南校舎を鉄筋校舎に改修。
- 1958年（昭和33年）8月1日 - 町制施行により、「高田町立江浦小学校」に改称。
- 1965年（昭和40年）- 特殊学級を設置。プールが完成。
- 1967年（昭和42年）- 校歌を制定。
- 1972年（昭和47年）- 創立100周年記念式典を挙行。体育館が完成。
- 1975年（昭和50年）- 北校舎中央廊下より出火し、6教室を焼失。
- 1977年（昭和52年）- 北校舎鉄筋コンクリート造2階建てを増設。
- 1983年（昭和58年）- 野外大時計が寄贈される。
- 1988年（昭和63年）- 南校舎・給食室が完成。
- 1990年（平成2年）- パソコン教室を新設。
- 2004年（平成16年）- プールの全面改装を実施。
- 2007年（平成19年）1月29日 - みやま市の発足により、「みやま市立江浦小学校」（最終名）に改称。
- 2009年（平成21年）- 北校舎に公民館施設が併設される。
- 2023年（令和5年）3月31日 - 閉校。118年の歴史に幕を閉じる。
  - 最終所在地 - 〒835-0213 福岡県みやま市高田町江浦611番地（北緯33度06分36.4秒 東経130度26分51.3秒 / 北緯33.110111度 東経130.447583度）
  - 校章 - 桜の花弁を背景にして、中央に校名の「江浦」の文字（縦書き）を配している。
  - 校歌 - 作詞は矢ケ部信次、作曲は下川博省による。歌詞は3番まであり、各番とも歌詞中に「江浦小学校」が登場する。
  - 周辺 - 西鉄 天神大牟田線 「江の浦駅」・国道208号・みやま市コミュニティバス「西鉄江の浦駅」停留所

統合・高田小学校
- 2023年（令和5年）
  - 4月1日 - 上記4校（二川・開・岩田・江浦）を統合の上、「みやま市立高田小学校」（現校名）が開校。二川小学校の校地に校舎を増築の上、継承。

## 交通アクセス
最寄りの鉄道駅
- JR九州 鹿児島本線 「渡瀬駅」

最寄りのバス停留所
- みやま市コミュニティバス 「高田小学校」停留所

最寄りの幹線道路
- 福岡県道785号上楠田濃施線
- 国道208号線 「濃施南」交差点

## 周辺
- 中尾八幡神社
- 下楠田公園
- ニコニコのり九州工場

## 参考資料
- 「福岡県教育百年史 第七巻 年表・統計編」（1980年（昭和55年）3月31日発行, 福岡県教育委員会）
- 「みやま市立小中学校再編計画」 (PDF)  - みやま市ウェブサイト
- 「みやま市史 通史編 下巻」（2020年（令和2年）3月発行, みやま市）- p.656～p.657（岩田小学校）、p.658～p.659（二川小学校）、p.660～p.661（江浦小学校）、p.662～663（開小学校）